# Stelis grandibracteata
Stelis grandibracteata är en orkidéart som beskrevs av Charles Schweinfurth. Stelis grandibracteata ingår i släktet Stelis och familjen orkidéer. Inga underarter finns listade i Catalogue of Life.